# Àhmad ibn al-Khassib al-Jarjaraí
Àhmad ibn al-Khassib al-Jarjaraí —àrab: أبو العباس أحمد بن الخصيب الجرجرائي, Abū l-ʿAbbās Aḥmad b. al-Ḫasīb al-Jarjarāʾī— (mort en 879) fou un visir abbàssida.
Fill d'un governador d'Egipte va ser nomenat tutor del príncep Al-Múntassir, i quan aquest va arribar al tron (861-862) el va nomenar visir (desembre del 861). A la mort del califa va ser element decisiu en la proclamació del seu nebot Al-Mustaín, però degut l'hostilitat de la guàrdia turca de Samarra cap al visir, el califa el va enviar desterrat a Creta el juliol del 862.